# Hernani Azevedo Júnior
Hernani Azevedo Júnior, meglio noto come Hernani Jr. o più semplicemente come Hernani (São Gonçalo do Sapucaí, 27 marzo 1994), è un calciatore brasiliano, centrocampista del Parma.

## Carriera

### Club

#### Inizi
Nato a São Gonçalo do Sapucaí, Minas Gerais, Hernani cresce nel settore giovanile dell'Atlético Paranaense. Fa il suo debutto nel 2013 nel Campionato Paranaense.
Il 22 agosto 2013 Hernani è stato prestato alla squadra di Série B Joinville fin a dicembre. Ha fatto il suo esordio da professionista il 3 settembre, entrando dalla panchina nel pareggio 1–1 in casa contro il Ceará.
Hernani ritorna al Furacão nel gennaio 2014 e fa il suo debutto in Série A il 10 settembre, sostituendo Marcos Guilherme in una sconfitta esterna per 0–1 contro il Grêmio. Quattro giorni dopo disputa la sua prima gara da titolare e segna il secondo gol nella vittoria casalinga per 2–0 contro il Vitória.

#### Zenit
Il 16 dicembre 2016 Hernani firma un contratto di 5 anni con lo Zenit San Pietroburgo, squadra militante in Prem'er-Liga.

#### Saint-Étienne
L'8 agosto 2017 si unisce al Saint-Étienne in prestito per tutta la stagione 2017-2018.

#### Ritorno allo Zenit
Terminato il prestito al Saint-Étienne, il calciatore brasiliano fa ritorno in Russia allo Zenit, col quale riesce a vincere la Prem'er-Liga 2018-2019.

#### Parma
Il 12 luglio 2019 Hernani si unisce al Parma in prestito fino alla fine della stagione 2019-20, al termine della quale è previsto l'obbligo di riscatto del cartellino. Il 17 agosto debutta con i ducali in Coppa Italia, nella sfida del terzo turno col Venezia, vinta per 3-1, mentre il 24 agosto debutta anche in serie A contro la Juventus, nella sfida persa 0-1. Il 5 dicembre realizza contro il Frosinone nel quarto turno di Coppa Italia il decisivo calcio di rigore che consente ai ducali di passare il turno: è il suo primo gol in Italia.
Il 28 settembre 2020 segna anche la sua prima marcatura in serie A, realizzando la rete dei ducali nella sconfitta per 4-1 sul campo del Bologna. Nonostante le 7 reti e i 3 assist da lui collezionati in stagione, il Parma retrocede in Serie B a fine anno.

#### Genoa
Il 7 agosto 2021 viene acquistato dal Genoa in prestito biennale con obbligo di riscatto. Il 13 agosto, nel debutto ufficiale con i rossoblu, va subito a segno nel successo per 3-2 sul Perugia nei trentaduesimi di Coppa Italia.Durante la stagione viene impiegato con discontinuità, totalizzando 18 apparizioni in una stagione conclusa con la retrocessione in serie B dei Grifoni, sua seconda consecutiva. 

#### Reggina e ritorno al Parma
Il 1º settembre 2022 viene ceduto in prestito alla Reggina. Il debutto nel campionato cadetto arriva il 17 settembre successivo nel successo per 3-0 sul Cittadella, subentrando nella ripresa a Lorenzo Crisetig. Il 7 novembre segna la sua prima rete, trasformando un calcio di rigore nel successo per 2-1 contro il Genoa, la sua ex squadra, ripetendosi anche la giornata successiva nella vittoria esterna di Venezia. Conclude la stagione regolare con 7 reti e 4 assist, con la Reggina che riesce a qualificarsi per i playoff della Serie B 2022-2023. 
Stimato dall'allenatore Fabio Pecchia, Hernani rientra a fine stagione al Parma, con cui prolunga il contratto fino al giugno 2025. Il 1º ottobre 2023 ritrova la rete con i gialloblu, andando a segno nella vittoriosa trasferta in casa della Cremonese. Alla fine della stagione il Parma vince il campionato e torna in Serie A dopo tre anni. Il 30 settembre 2024 ritrova il gol in serie A trasformando il calcio di rigore del provvisorio 2-2 nella partita casalinga contro il Cagliari, persa per 3-2. 

### Nazionale
Hernani fa il suo esordio in nazionale nel 2011 con la selezione under-17 brasiliana con la quale disputa il campionato sudamericano di categoria, competizione che sarà vinta dalla rappresentativa verde-oro. Con la nazionale under-17 prende parte anche al mondiale di categoria del 2011, nel quale la squadra brasiliana sarà sconfitta in semifinale dall'Uruguay e terminerà la manifestazione al quarto posto dopo aver perso la finalina contro la Germania. Hernani giocherà tutte le partite della competizione iridata. Termina la sua avventura in nazionale under-17 con 15 presenze senza reti.

## Statistiche

### Presenze e reti nei club
Statistiche aggiornate al 25 maggio 2025.
| Stagione                   | Squadra                    | Campionato                 | Campionato | Campionato | Coppe nazionali | Coppe nazionali | Coppe nazionali | Coppe continentali | Coppe continentali | Coppe continentali | Altre coppe | Altre coppe | Altre coppe | Totale | Totale |
| Stagione                   | Squadra                    | Comp                       | Pres       | Reti       | Comp            | Pres            | Reti            | Comp               | Pres               | Reti               | Comp        | Pres        | Reti        | Pres   | Reti   |
| -------------------------- | -------------------------- | -------------------------- | ---------- | ---------- | --------------- | --------------- | --------------- | ------------------ | ------------------ | ------------------ | ----------- | ----------- | ----------- | ------ | ------ |
| 2013                       | Athl. Paranaense           | 1D/P+A                     | 21+0       | 2+0        | CB              | 0               | 0               | -                  | -                  | -                  | -           | -           | -           | 21     | 2      |
| ago.-dic. 2013             | Joinville                  | B                          | 8          | 0          | CB              | -               | -               | -                  | -                  | -                  | -           | -           | -           | 8      | 0      |
| 2014                       | Athl. Paranaense           | 1D/P+A                     | 10+15      | 3+1        | CB              | 0               | 0               | -                  | -                  | -                  | -           | -           | -           | 25     | 4      |
| 2015                       | Athl. Paranaense           | 1D/P+A                     | 5+30       | 1+3        | CB              | 0               | 0               | CS                 | 4                  | 0                  | -           | -           | -           | 39     | 4      |
| 2016                       | Athl. Paranaense           | 1D/P+A                     | 6+30       | 1+5        | CB              | 7               | 2               | -                  | -                  | -                  | PL          | 1           | 0           | 44     | 8      |
| Totale Atlético Paranaense | Totale Atlético Paranaense | Totale Atlético Paranaense | 42+75      | 7+9        |                 | 7               | 2               |                    | 4                  | 0                  |             | 1           | 0           | 129    | 18     |
| gen.-giu. 2017             | Zenit                      | PL                         | 8          | 0          | CR              | 0               | 0               | UEL                | 1                  | 0                  | -           | -           | -           | 9      | 0      |
| giu.-ago. 2017             | Zenit                      | PL                         | 1          | 0          | CR              | 0               | 0               | UEL                | 1                  | 0                  | -           | -           | -           | 2      | 0      |
| 2017-2018                  | Saint-Étienne              | L1                         | 14         | 3          | CF+CdL          | 2+1             | 0+1             | -                  | -                  | -                  | -           | -           | -           | 17     | 4      |
| 2018-2019                  | Zenit                      | PL                         | 14         | 1          | CR              | 2               | 0               | UEL                | 10                 | 0                  | -           | -           | -           | 26     | 1      |
| Totale Zenit               | Totale Zenit               | Totale Zenit               | 23         | 1          |                 | 2               | 0               |                    | 12                 | 0                  |             | -           | -           | 37     | 1      |
| 2019-2020                  | Parma                      | A                          | 32         | 0          | CI              | 2               | 1               | -                  | -                  | -                  | -           | -           | -           | 34     | 1      |
| 2020-2021                  | Parma                      | A                          | 33         | 7          | CI              | 2               | 0               | -                  | -                  | -                  | -           | -           | -           | 35     | 7      |
| 2021-2022                  | Genoa                      | A                          | 18         | 0          | CI              | 2               | 0               | -                  | -                  | -                  | -           | -           | -           | 20     | 0      |
| 2022-2023                  | Reggina                    | B                          | 30+1       | 7          | CI              | -               | -               | -                  | -                  | -                  | -           | -           | -           | 31     | 7      |
| 2023-2024                  | Parma                      | B                          | 36         | 3          | CI              | 2               | 0               | -                  | -                  | -                  | -           | -           | -           | 38     | 3      |
| 2024-2025                  | Parma                      | A                          | 25         | 3          | CI              | -               | -               | -                  | -                  | -                  | -           | -           | -           | 25     | 3      |
| Totale Parma               | Totale Parma               | Totale Parma               | 126        | 13         |                 | 6               | 1               |                    | -                  | -                  |             | -           | -           | 132    | 14     |
| Totale carriera            | Totale carriera            | Totale carriera            | 337        | 40         |                 | 20              | 4               |                    | 16                 | 0                  |             | 1           | 0           | 374    | 44     |

## Palmarès

### Club

#### Competizioni statali
- Copa Santa Catarina: 1

Joinville: 2013
- Campionato Paranaense: 1

Atletico Paranaense: 2016

#### Competizioni nazionali
- Campionato russo: 1

Zenit: 2018-2019
- Campionato italiano di Serie B: 1

Parma: 2023-2024

### Nazionale
- Campionato sudamericano di calcio Under-17 2011: 1

Ecuador 2011